# Otočje
Otočje ali arhipelag je skupina otokov enake geološke zgradbe ali nastanka.
Arhipelag (iz grščine arhipel, otok, otočje) je prvotno ime za velike otoške skupine v Egejskem morju, ki obsegajo Severne in Južne Sporade, Kiklade, Dodekanez in Kreto; v antiki tudi vse morje med Grčijo in Malo Azijo s pripadajočimi otočjem. Pozneje se je izraz razširil tudi na druge otoške skupine npr. Malajski arhipelag.
Arhipelag običajno nastane na odprtem morju, včasih pa celo v bližini celine.

## Pregled arhipelagov (otočij)
Afrika
- Bijagos (Gvineja Bissau)
- Komori (Mesečevo otočje)
- Sejšeli
- Maskareni (Mavricij) (& Otočje Chagos)
- Sokotra je navečji otok v arhipelagu štirih otokov v Adenskem zalivu (pripada Jemnu)
- Zanzibarsko otočje
- Sveti Tomaž in Princ (v Gvinejskem zalivu);
- Zelenortski otoki
- Tristan da Cunha (sredi Atlantika)

Azija
- Filipini
- Japonsko otočje
- Komandantovi otoki
- Kurilsko otočje
- Lakadivi
- Maldivi
- Andamanski in Nikobarski otoki
- Sejšeli
- Malajsko otočje (Malezijski arhipelag), tudi Sundski otoki in Mali Sundski otoki; Moluki
- otočje Rjukju in Okinava (& Otočje Sakišima)
- Spratlyjevo otočje
- Otočje Paracel
- Komandantovi otoki
- Nova dežela
- Severna dežela
- Novosibirski otoki (Ljahovski otoki na severu, Anžujevi otoki na jugu, ter manjši De Longovi otoki)
- Prinčevi otoki

Evropa
- v Sredozemlju:
  - Otočja v Egejskem morju: 
    - Dodekanez, Kikladi, Sporadi, severni in vzhodni Egejski otoki, Kreta in sosednji otoki, Saronski otoki

  - Jonski otoki (Grčija)
  - Malta, Gozo... (Malteško otočje) (Malta)
  - Pelagijsko otočje (Italija)
  - Eolsko otočje (tudi Liparsko otočje) (Italija)
  - Lerinski otoki (francosko Îles de Lérins, Archipel lérinien), Otočje Frioul, Îles d'Hyères (Îles d'Or), Marsejsko otočje (Francija)
  - Toskansko, Pontinsko, Neapeljsko (Flegrejsko otočje), Egadsko otočje (v Tirenskem morju); Otočje Sulcis (pri Sardiniji)
  - zahodnojadranski  otoki: Beneški lagunski otoki, Gradeški otoki, Tremitsko otočje (Italija) ter
  - vzhodnojadranski otoki: Brioni, Kvarnerski otoki, Zadrsko otočje, Kornati, Dalmatinski otoki, Peklenski otoki, Korčulsko otočje, Elafiti (vse na Hrvaškem)
  - Palagruški otoki (sredi Jadrana, Hrvaška)
- v Baltiku: 
  - Alandski otoki (Finska)
  - zahodnoestonski arhipelag (Estonija)
  - Dansko otočje (Danska)
- Azori
- Britansko otočje
  - Otoki Scilly
  - Irska s pripadajočimi otoki
    - Aranski otoki

  - Hebridi (Notranji, Zunanji)
  - Severni otoki (Škotske)
    - Orkneyjski otoki
    - Shetlandski otoki
- Dežela Franca Jožefa
- Ferski otoki
- Frizijski otoki
- otoki ob bretonski obali
- Galicijski atlantski otoki (otočja Cíes, Ons, Sálvora in Cortegada)
- Islandija s pripadajočimi manjšimi oto(č)ki (posebej Vestmanski otoki)
- Kanalski otoki
  - otoki Chausey (francoski Kanalski otoki)
- Lofoti
- Soloveško otočje /"Solovki" v Belem morju
- Svalbard

#### Severna Amerika
- Kanadsko arktično otočje (Arktični arhipelag)
- Aleuti
- otočje Kodiak
- Aleksandrov arhipelag
- Tisoč otokov?/Otoki San Juan /Otoki kraljice Šarlote, (Haida Gwaii)
- Kanalsko otočje (Channel Islands of California)
- Bermudski otoki
- Apostolski otoki
- Magdalenski otoki
- Nova Fundlandija s pripadajočimi otoki
- Otoki Revillagigedo (Mehika)
- Saint-Pierre in Miquelon

Srednja Amerika
- Bahamsko otočje
- Karibsko otočje
  - Deviški otoki
  - Islas de la Bahias
  - Kajmanski otoki
  - Veliki Antili
  - Mali Antili: Privetrni otoki, Zavetrni otoki, Nizozemski Antili)

Južna Amerika
- Galapaški otoki
- Falklandski otoki
- Ognjena zemlja
- Otočje Rosario

Oceanija
- Melanezija
- Mikronezija
- Polinezija
- Tonga
- Otoki Midway
- Salomonovi otoki
- Havaji
- Fidži
- Ekvatorsko otočje
- Samoa
- Tonga
- Vanuatu (prej Novi Hebridi)
- Cookovi otoki
- Maršalovi otoki
- Marijansko otočje
- otočje Bounty
- Aucklandovi otoki
- Tuamotu
- Societe
- Pitcairnski otoki
- Wallis in Futuna

Podantarktični otoki
- Antipodi
- Ballenyjevi otoki
- Kerguelenovi otoki
- Crozetovi otoki
- Južni Orkneyjski otoki
- Južni Shetlandski otoki
- Južni Sandwichevi otoki

Azija/Amerika (Beringov preliv)
- Diomedova otoka